# Adam de Vos
Adam de Vos (né le 21 octobre 1993 à Victoria au Canada) est un coureur cycliste canadien.

## Biographie
En 2016, il représente le Canada lors du championnat du monde de Doha, où il abandonne.
En 2023, il termine troisième du Tour de Drenthe. On le retrouve également échappé sur la Nokere Koerse.

## Palmarès et résultats

### Par année
- 2012
  - 4e étape du Tour de Walla Walla
  - 2e du Tour de Walla Walla
- 2013
  - 3e du championnat du Canada du critérium espoirs
- 2015
  - 2e du championnat du Canada sur route espoirs
  - 2e du championnat du Canada du contre-la-montre espoirs
  - 9e du championnat du monde sur route espoirs
- 2016
  - 2e de la Green Mountain Stage Race
- 2017
  - 1re étape de la Joe Martin Stage Race (contre-la-montre)
  - Raiffeisen Grand Prix
  - 2e de la Joe Martin Stage Race
- 2018
  - 3e étape du Tour de Langkawi
  - White Spot Delta Road Race
- 2019
  -  Champion du Canada sur route
- 2023
  - 3e du Tour de Drenthe

### Classements mondiaux
| Année                                 | 2015 | 2016  | 2017 | 2018  | 2019 | 2020 | 2021  | 2022 | 2023  |
| ------------------------------------- | ---- | ----- | ---- | ----- | ---- | ---- | ----- | ---- | ----- |
| Classement mondial                    |      | 2032e | 736e | 600e  | 387e | 942e | 1422e | nc   | 1006e |
| UCI Europe Tour                       | nc   | nc    | 797e | 1562e |      |      |       |      |       |
| UCI Asia Tour                         | nc   | nc    | nc   | 245e  |      |      |       |      |       |
| UCI America Tour                      | 57e  | 364e  | 74e  | 41e   | 36e  | 71e  | 224e  | nc   | nc    |
|                                       |      |       |      |       |      |      |       |      |       |
| Légende : nc = non classéSource : UCI |      |       |      |       |      |      |       |      |       |